# I Musici
I Musici, conosciuti anche con il nome I Musici di Roma, è una orchestra italiana nota soprattutto per le esecuzioni di musica barocca.

## Storia
L'orchestra, fondata nel 1952 dal violinista Remy Prìncipe, era costituita da 12 musicisti per la maggior parte provenienti dalla Accademia di Santa Cecilia ed allievi del Maestro Prìncipe in Roma. Tra i fondatori figura il violinista Félix Ayo, che ha ricoperto il ruolo di primo violino (essendo l'orchestra priva di un direttore). Il gruppo è stato l'apripista per la riscoperta della musica italiana del Settecento, in particolar modo di compositori quali Antonio Vivaldi e Tomaso Albinoni.
Per molti anni hanno registrato in esclusiva per l'etichetta discografica Philips e hanno inciso diverse volte Le quattro stagioni di Vivaldi, vendendo oltre 25 milioni di copie e ricevendo così il disco di platino. Negli anni '70 hanno inoltre registrato il primo video musicale di musica classica.
Successivamente il repertorio si è ampliato anche ad autori dei secoli successivi e il gruppo ha anche eseguito brani scritti appositamente per loro da compositori come Nino Rota, Ennio Morricone, Ennio Porrino, Valentino Bucchi e Luis Bacalov.
Con il tempo l'organico si è rinnovato con un progressivo inserimento di giovani musicisti che hanno preso il posto dei membri storici.
Impegnati ancor oggi in una regolare attività concertistica, hanno pubblicato dal 2009 al 2011 tre CD per la casa discografica Fonè (Serenata Italiana, Concerts and Follies in Pergolesi's time, Vivaldi - Sinfonie e Concerti per archi) e nel 2013 una nuova edizione de "Le Quattro Stagioni" di Vivaldi per Dynamic (con distribuzioni esclusive per Arcadia Music in Corea del Sud e Epic in Giappone).

## Membri dell'orchestra

### Componenti storici
- Violini: Salvatore Accardo, Federico Agostini, Félix Ayo, Arnaldo Apostoli, Pina Carmirelli, Montserrat Cervera, Italo Colandrea, Anna Maria Cotogni, Walter Gallozzi, Roberto Michelucci, Antonio Salvatore, Mariana Sirbu, Franco Tamponi, Luciano Vicari, Claudio Buccarella, Cesare Casellato, Antonio Anselmi
- Viole: Dino Asciolla, Aldo Bennici, Paolo Centurioni, Carmen Franco, Alfonso Ghedin, Bruno Giuranna
- Violoncelli: Enzo Altobelli, Mario Centurione, Aldo D'Amico, Francesco Strano
- Contrabbasso: Lucio Buccarella
- Clavicembalo: Maria Teresa Garatti

### Componenti attuali
- Violini: Marco Fiorini, Ettore Pellegrino, Iuditha Hamza, Pasquale Pellegrino, Francesca Vicari, Gianluca Apostoli
- Viole: Massimo Paris, Silvio Di Rocco
- Violoncelli: Vito Paternoster, Pietro Bosna
- Contrabbasso: Roberto Gambioli
- Clavicembalo: Francesco Buccarella

### Cronologia della “spalla” dei Musici
- Remy Prìncipe (1951-1958 ?)
- Felix Ayo	(1958-1967)
- Roberto Michelucci (1967-1972)
- Salvatore Accardo (1972-1977)
- Pina Carmirelli (1977-1986)
- Federico Agostini (1986-1992)
- Mariana Sirbu (1992-2003)
- Antonio Salvatore (2003-2010)
- Antonio Anselmi (2010-2019)
- Marco Fiorini (2019-in carica)

## Discografia
- Tomaso Albinoni, Concerti a cinque, op. 5 (Philips)
- Tomaso Albinoni, 12 Concerti for oboe, op. 7, con Heinz Holliger e Maurice Bourgue (Philips)
- Tomaso Albinoni, 6 concerti, op. 9 (Philips)
- Johann Sebastian Bach, Concerti Brandeburghesi (Philips)
- Arcangelo Corelli, Concerti grossi, op.6 (Philips)
- Francesco Geminiani, 12 concerti grossi (Philips)
- Georg Friedrich Händel, Concerti grossi, op. 6 (Philips)
- Wolfgang Amadeus Mozart, Serenata Notturna e 3 Divertimenti (Philips)
- Alessandro Rolla, Concerti per viola, con Massimo Paris (Philips)
- Nino Rota, Concerto per archi e musiche di Barber, Respighi, Elgar (Philips)
- Gioachino Rossini, Sonate per archi n. 1-6 (Philips)
- Alessandro Scarlatti, 6 sinfonie di concerto grosso (Philips)
- Antonio Vivaldi, Le Quattro Stagioni, con Félix Ayo (Philips)
- Antonio Vivaldi, Le Quattro Stagioni, con Pina Carmirelli (Philips)
- Antonio Vivaldi, Le Quattro Stagioni, con Federico Agostini (Philips)
- Antonio Vivaldi, L'estro armonico, op. 3 (Philips)
- Antonio Vivaldi, Il cimento dell'armonia e dell'invenzione, op. 8 (Philips)
- Antonio Vivaldi, La cetra, op. 9 (Philips)
- Antonio Vivaldi, 6 concerti per flauto, op. 10, con Severino Gazzelloni (Philips)
- Antonio Vivaldi, 6 concerti per flauto, op. 10, con Aurèle Nicolet  (Philips)
- Antonio Vivaldi, 6 concerti per chitarra, con Pepe Romero (Philips)
- Antonio Vivaldi, 6 concerti per oboe, con Heinz Holliger (Philips)
- Antonio Vivaldi, 6 concerti per fagotto, con Klaus Thunemann (Philips)
- Antonio Vivaldi, Concerti per viola d'amore, con Massimo Paris (Philips)
- Musiche di Martin, Hindemith, Roussel, Nielsen, Britten (Philips)
- Vivaldi, Carulli, Giuliani, Altitalienische Gitarrenkonzerte (Deutsche Grammophon)
- Vivaldi, Le registrazioni dei Musici per Philips - I Musici, Decca
- Italian trumpet concertos, con Gábor Boldoczki (Sony Classical)
- Serenata Italiana (Fonè)
- Concerts and Follies in Pergolesi's time (Fonè)

## Video
- Antonio Vivaldi: Four Seasons, con Federico Agostini (DVD)